# Brandoa
Brandoa ist eine ehemalige Freguesia (Gemeinde) im Concelho (Kreis) Amadora im Großraum der portugiesischen Hauptstadt Lissabon. Auf einer Fläche von 2,2 km² wohnen 17.732 Einwohner (Stand 30. Juni 2011). Die Bevölkerungsdichte beträgt somit 7982 Einwohner je km².

## Geschichte
Die Gemeinde geht auf das Gut Quinta da Brandoa zurück. Dieses war seit seiner frühesten Erwähnung 1575 in wechselndem Privat-Besitz, bis es 1958 von seinen Besitzern mit einer Hypothek belastet wurde, im Wert von 800.000,- Escudos, und später in öffentlichen Besitz überging. Nachdem ab 1960 die illegale Besiedlung des Gebietes der Quinta einsetzte, begann die Câmara Municipal von Oeiras ab 1962, als bereits etwa 360 Wohneinheiten illegal errichtet worden waren, eine reguläre Wohnbebauung des Gebietes ins Auge zu fassen. Ab 1963 wurde die nachträgliche Legalisierung der Bauten begonnen. Als 1969 ein sechsstöckiges Gebäude einbrach, wurden weitere Bautätigkeiten unterbunden, und ein Bebauungsplan erarbeitet. Nach weiteren Tätigkeiten der Planung, die keine wesentlichen Ergebnisse zeitigten, wurde erst nach der Nelkenrevolution 1974 der Bebauungsplan umgesetzt. 1975 entstanden die ersten aktiven Nachbarschaftskommittes, die Comissões de Moradores, und 1977 begann die planmäßige Erhebung der Beschaffenheit der vorhandenen Bausubstanz. 1979 wurde der Kreis Amadora und die Gemeinde Brandoa geschaffen, deren Organe 1980 ihre Arbeit aufnahmen.
Am 12. Juli 1997 wurde die neue Gemeinde Alfornelos durch Abspaltung aus Brandoa gegründet. Im Vorfeld der Gebietsreform 2013 wurden beide Gemeinden zur neuen Gemeinde Encosta do Sol zusammengeführt.